# Oljehamn

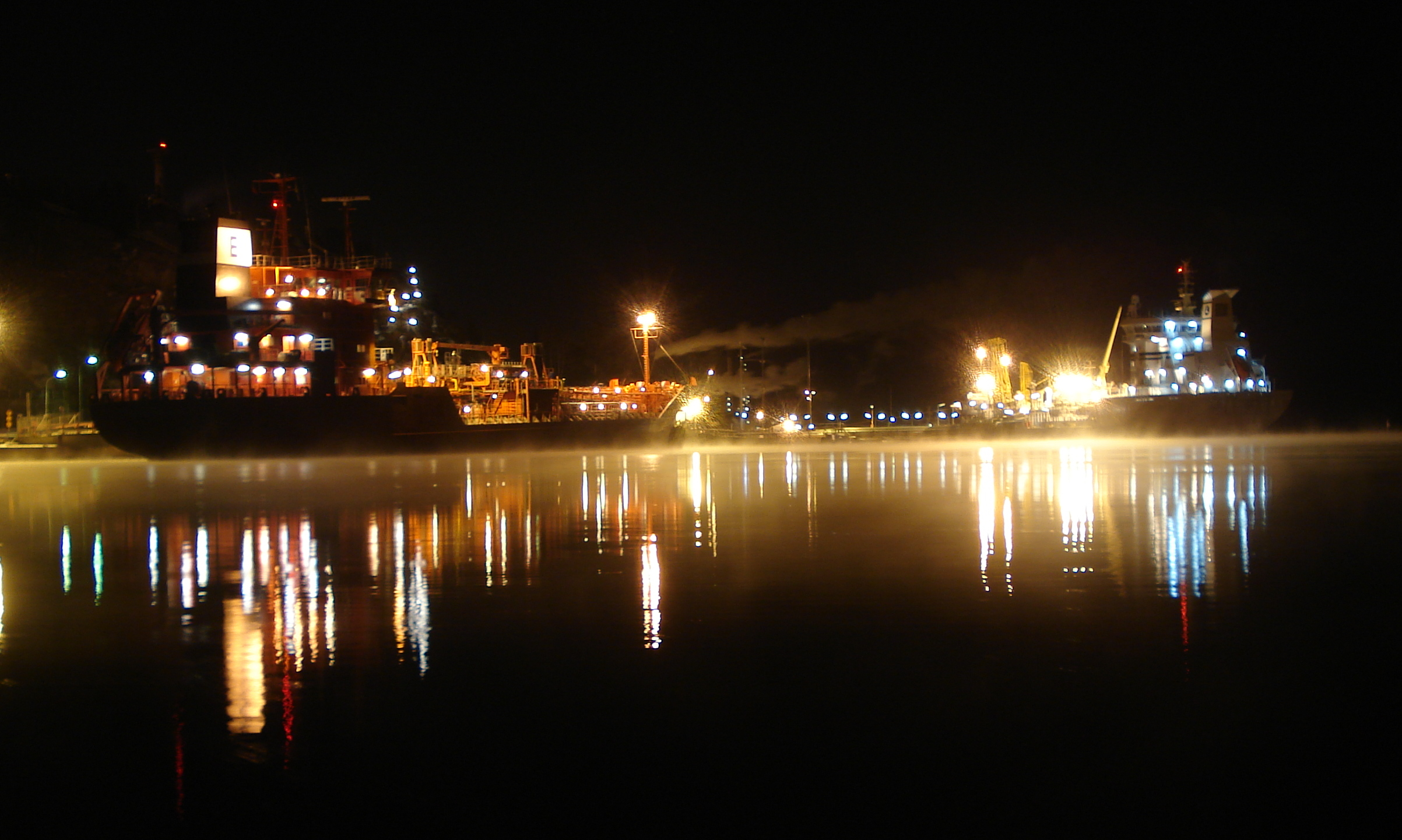
Oljehamnen i Nådendal, Finland.

En oljehamn är en hamn var syfte är att lasta och lossa raffinerade oljeprodukter, till exempel bensin och diesel. Råolja fraktas med mycket stora fartyg som kräver stor hamn med stort djupgående. Oljan hanteras vid raffinaderier.

## Oljehamnar i Sverige
I Sverige finns oljehamnar i exempelvis Göteborg och Malmö. Raffinaderier finns endast i Göteborg (råolja tas i land längst ut i hamnen) samt vid Preemraff väster om Lysekil.